# Hasty Pudding (Theatergesellschaft)
Der Hasty Pudding Theatricals (kurz: Pudding) ist eine Studententheatergesellschaft (gegründet 1795) an der Universität Harvard, bekannt für ihre burlesken Musicals und für ihren Status als die älteste Theatercollegeorganisation in den Vereinigten Staaten. Sie führen von Kursteilnehmern selbstgeschriebene und -komponierte Musicals auf, die beinahe Profistatus erreichen.
Der Pudding hatte seine erste Premiere am 13. Dezember 1844 mit Bombastes Furioso. Jedes Jahr wurde eine neue Produktion auf die Beine gestellt, bis auf zwei Ausnahmen, während des Ersten und des Zweiten Weltkriegs. Mitglieder des Hasty Pudding Theatricals waren u. a. Theodore Roosevelt, Franklin Delano Roosevelt, J. P. Morgan, Oliver Wendell Holmes, William Randolph Hearst, Jack Lemmon, Alan Jay Lerner, Andy Borowitz und William Weld. Nachdem bis 2018 als Akteure nur Männer zugelassen waren, d. h. auch die weiblichen Rollen von Männern gespielt wurden – wobei Frauen an den Produktionen als Autorinnen, Komponistinnen, im Orchester und als Verwaltungshelferinnen teilnahmen –, nimmt die Theatergruppe ab 2019 auch Frauen auf. Jeden Frühling hält das Theatricals eine fünfwöchige Aufführungsphase in Cambridge, Massachusetts, ab und reist dann weiter nach New York City und Bermuda.
Der Name ist von einem traditionellen britischen Gericht abgeleitet, dem Hasty Pudding. Das ist eine Art Brei aus Getreidemehl mit Melasse, Honig oder anderen Zutaten. Hasty heißt er deshalb, weil er billig und schnell herzustellen ist. Bei allen Banketten der Hasty Pudding Theatricals wird beim Dinner dieses Dessert traditionell serviert.
Mitglieder des Hasty Pudding Theatricals schaffen es oft an die Spitze der Theaterlandschaft als Autoren, Regisseure und Schauspieler im Theater, im Film und im Fernsehen.
Die Gesellschaft ist für ihre jährliche Auswahl berühmter Schauspieler als Woman of the Year (seit 1951) und Man of the Year (seit 1967) bekannt.

## Man and Woman of the Year

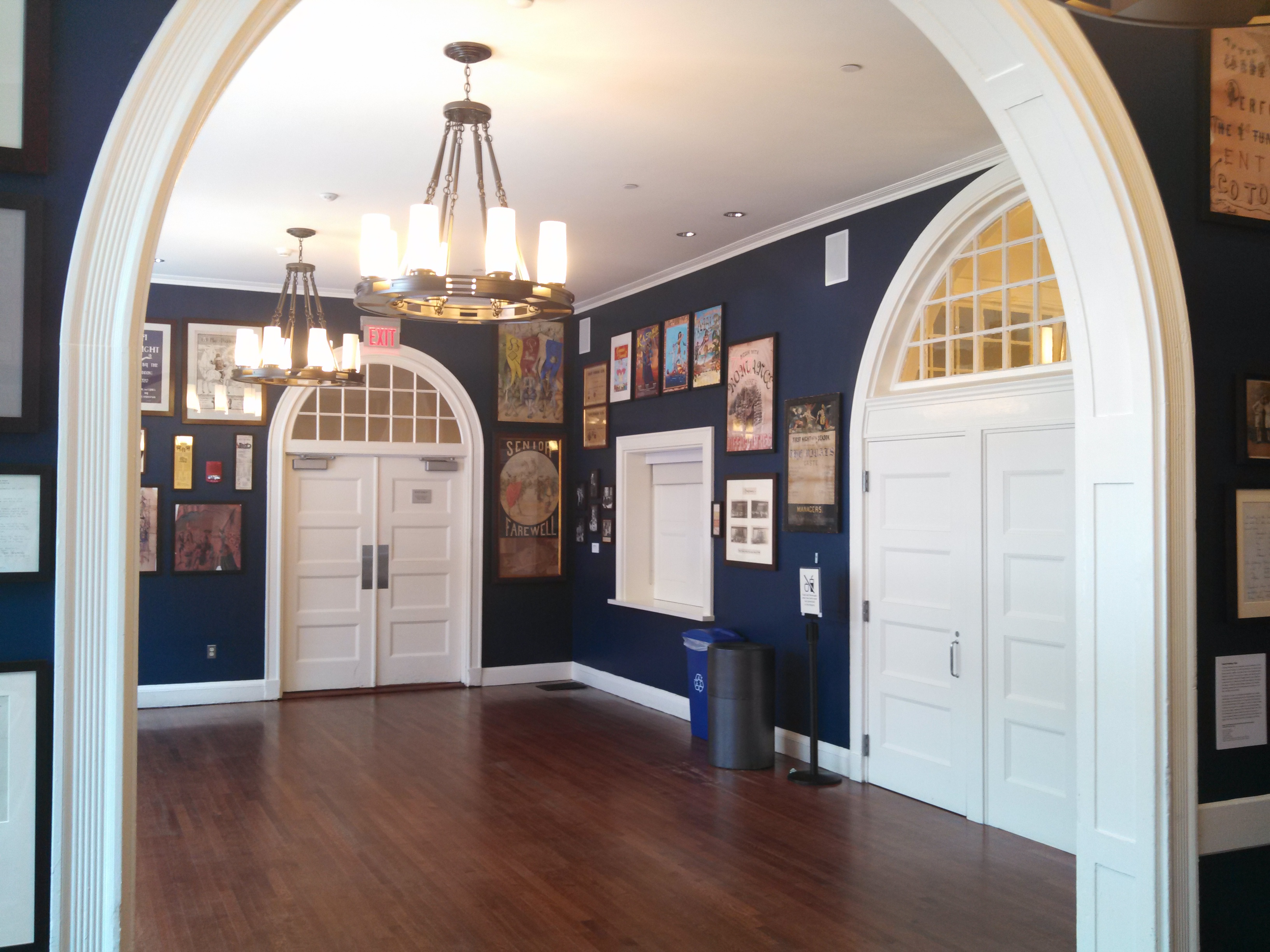
The Hasty Pudding Lobby (2013)

| Jahr | Woman of the Year    | Man of the Year      |
| ---- | -------------------- | -------------------- |
| 1951 | Gertrude Lawrence    |                      |
| 1952 | Barbara Bel Geddes   |                      |
| 1953 | Mamie Eisenhower     |                      |
| 1954 | Shirley Booth        |                      |
| 1955 | Debbie Reynolds      |                      |
| 1956 | Peggy Ann Garner     |                      |
| 1957 | Carroll Baker        |                      |
| 1958 | Katharine Hepburn    |                      |
| 1959 | Joanne Woodward      |                      |
| 1960 | Carol Lawrence       |                      |
| 1961 | Jane Fonda           |                      |
| 1962 | Piper Laurie         |                      |
| 1963 | Shirley MacLaine     |                      |
| 1964 | Rosalind Russell     |                      |
| 1965 | Lee Remick           |                      |
| 1966 | Ethel Merman         |                      |
| 1967 | Lauren Bacall        | Bob Hope             |
| 1968 | Angela Lansbury      | Paul Newman          |
| 1969 | Carol Burnett        | Bill Cosby           |
| 1970 | Dionne Warwick       | Robert Redford       |
| 1971 | Carol Channing       | James Stewart        |
| 1972 | Ruby Keeler          | Dustin Hoffman       |
| 1973 | Liza Minnelli        | Jack Lemmon          |
| 1974 | Faye Dunaway         | Peter Falk           |
| 1975 | Valerie Harper       | Warren Beatty        |
| 1976 | Bette Midler         | Robert Blake         |
| 1977 | Elizabeth Taylor     | Johnny Carson        |
| 1978 | Beverly Sills        | Richard Dreyfuss     |
| 1979 | Candice Bergen       | Robert De Niro       |
| 1980 | Meryl Streep         | Alan Alda            |
| 1981 | Mary Tyler Moore     | John Travolta        |
| 1982 | Ella Fitzgerald      | James Cagney         |
| 1983 | Julie Andrews        | Steven Spielberg     |
| 1984 | Joan Rivers          | Sean Connery         |
| 1985 | Cher                 | Bill Murray          |
| 1986 | Sally Field          | Sylvester Stallone   |
| 1987 | Bernadette Peters    | Mikhail Baryshnikov  |
| 1988 | Lucille Ball         | Steve Martin         |
| 1989 | Kathleen Turner      | Robin Williams       |
| 1990 | Glenn Close          | Kevin Costner        |
| 1991 | Diane Keaton         | Clint Eastwood       |
| 1992 | Jodie Foster         | Michael Douglas      |
| 1993 | Whoopi Goldberg      | Chevy Chase          |
| 1994 | Meg Ryan             | Tom Cruise           |
| 1995 | Michelle Pfeiffer    | Tom Hanks            |
| 1996 | Susan Sarandon       | Harrison Ford        |
| 1997 | Julia Roberts        | Mel Gibson           |
| 1998 | Sigourney Weaver     | Kevin Kline          |
| 1999 | Goldie Hawn          | Samuel L. Jackson    |
| 2000 | Jamie Lee Curtis     | Billy Crystal        |
| 2001 | Drew Barrymore       | Anthony Hopkins      |
| 2002 | Sarah Jessica Parker | Bruce Willis         |
| 2003 | Anjelica Huston      | Martin Scorsese      |
| 2004 | Sandra Bullock       | Robert Downey Jr.    |
| 2005 | Catherine Zeta-Jones | Tim Robbins          |
| 2006 | Halle Berry          | Richard Gere         |
| 2007 | Scarlett Johansson   | Ben Stiller          |
| 2008 | Charlize Theron      | Christopher Walken   |
| 2009 | Renée Zellweger      | James Franco         |
| 2010 | Anne Hathaway        | Justin Timberlake    |
| 2011 | Julianne Moore       | Jay Leno             |
| 2012 | Claire Danes         | Jason Segel          |
| 2013 | Marion Cotillard     | Kiefer Sutherland    |
| 2014 | Helen Mirren         | Neil Patrick Harris  |
| 2015 | Amy Poehler          | Chris Pratt          |
| 2016 | Kerry Washington     | Joseph Gordon-Levitt |
| 2017 | Octavia Spencer      | Ryan Reynolds        |
| 2018 | Mila Kunis           | Paul Rudd            |
| 2019 | Bryce Dallas Howard  | Milo Ventimiglia     |
| 2020 | Elizabeth Banks      | Ben Platt            |
| 2021 | Viola Davis          |                      |
| 2022 | Jennifer Garner      | Jason Bateman        |
| 2023 | Jennifer Coolidge    | Bob Odenkirk         |
| 2024 | Annette Bening       | Barry Keoghan        |
| 2025 | Cynthia Erivo        | Jon Hamm             |